# Affaire du mémorandum de l'ambassade du Pakistan aux États-Unis

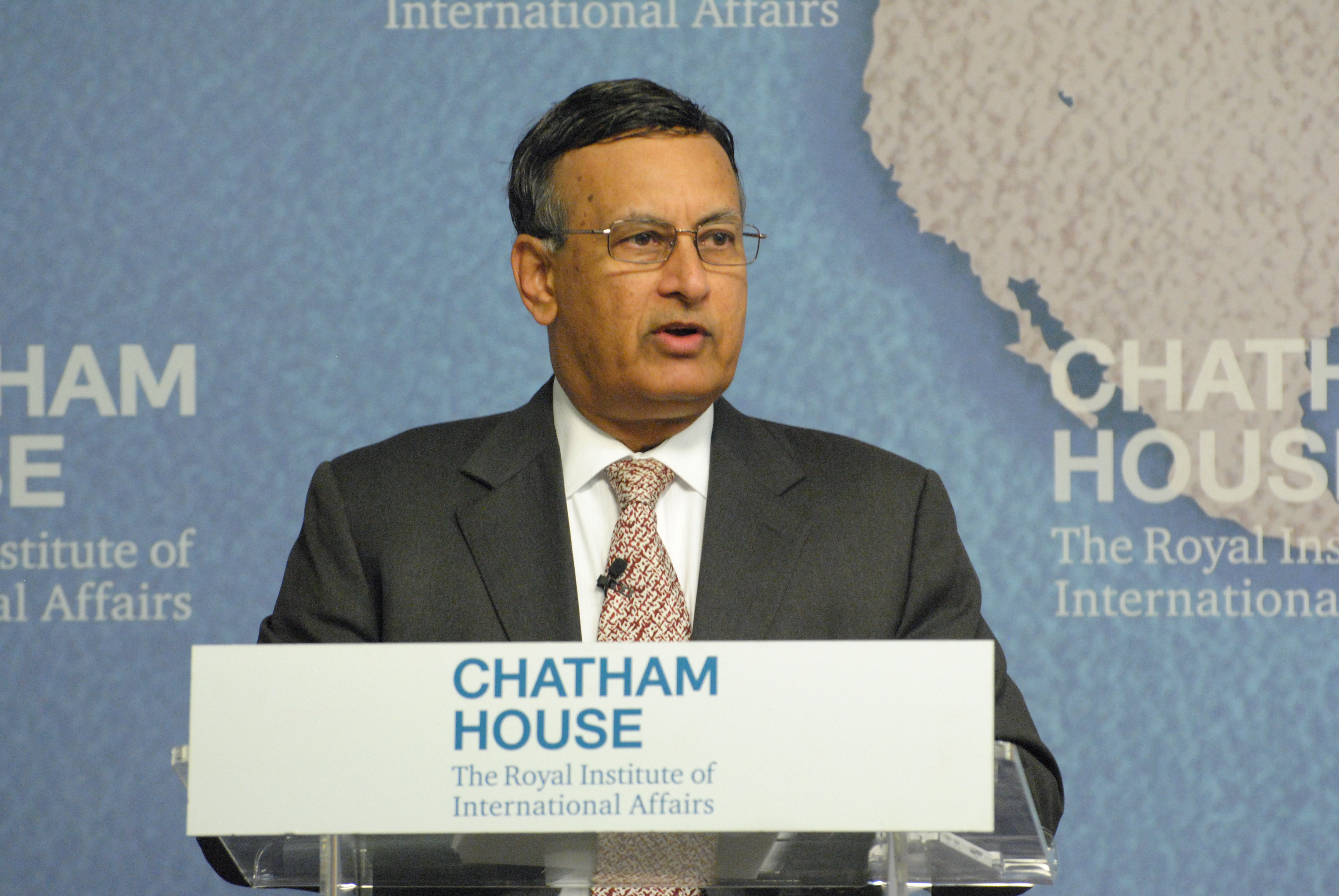
L'ambassadeur Husain Haqqani.

L'affaire du mémorandum de l'ambassade du Pakistan aux États-Unis, surnommée par la presse pakistanaise le « memogate », est une affaire politique pakistanaise qui a éclaté en novembre 2011. Elle concerne un présumé mémorandum adressé depuis l'ambassade du Pakistan aux États-Unis à Mike Mullen, le chef de l'armée américaine, et cherchant le soutien des États-Unis pour prévenir un potentiel coup d'État militaire au Pakistan. Les révélations proviennent de Mansoor Ijaz, qui aurait servi d'intermédiaire. Selon lui, le but aurait été de démettre une partie de la hiérarchie militaire à la suite de la mort d'Oussama ben Laden. Le mémo proviendrait de l'ambassadeur Husain Haqqani, qui aurait agi sur ordre du président pakistanais Asif Ali Zardari. Cependant, ces derniers démentent toute implication.
L'affaire provoque une vive polémique au Pakistan, et y fait les gros titres de la presse. Elle entraîne une crise entre le pouvoir civil et le pouvoir militaire, et conduit à la démission de l’ambassadeur Husain Haqqani, remplacé par Sherry Rehman, réputée moins hostile à l'armée. L'opposition, menée par Nawaz Sharif, demande une enquête indépendante, et une procédure a été lancée devant la Cour suprême. Le mémorandum, dont le contenu est vécu par certains comme une trahison des intérêts du Pakistan, représenterait une tentative ratée du gouvernement civil de reprendre la main sur la puissante armée pakistanaise.

## Contexte

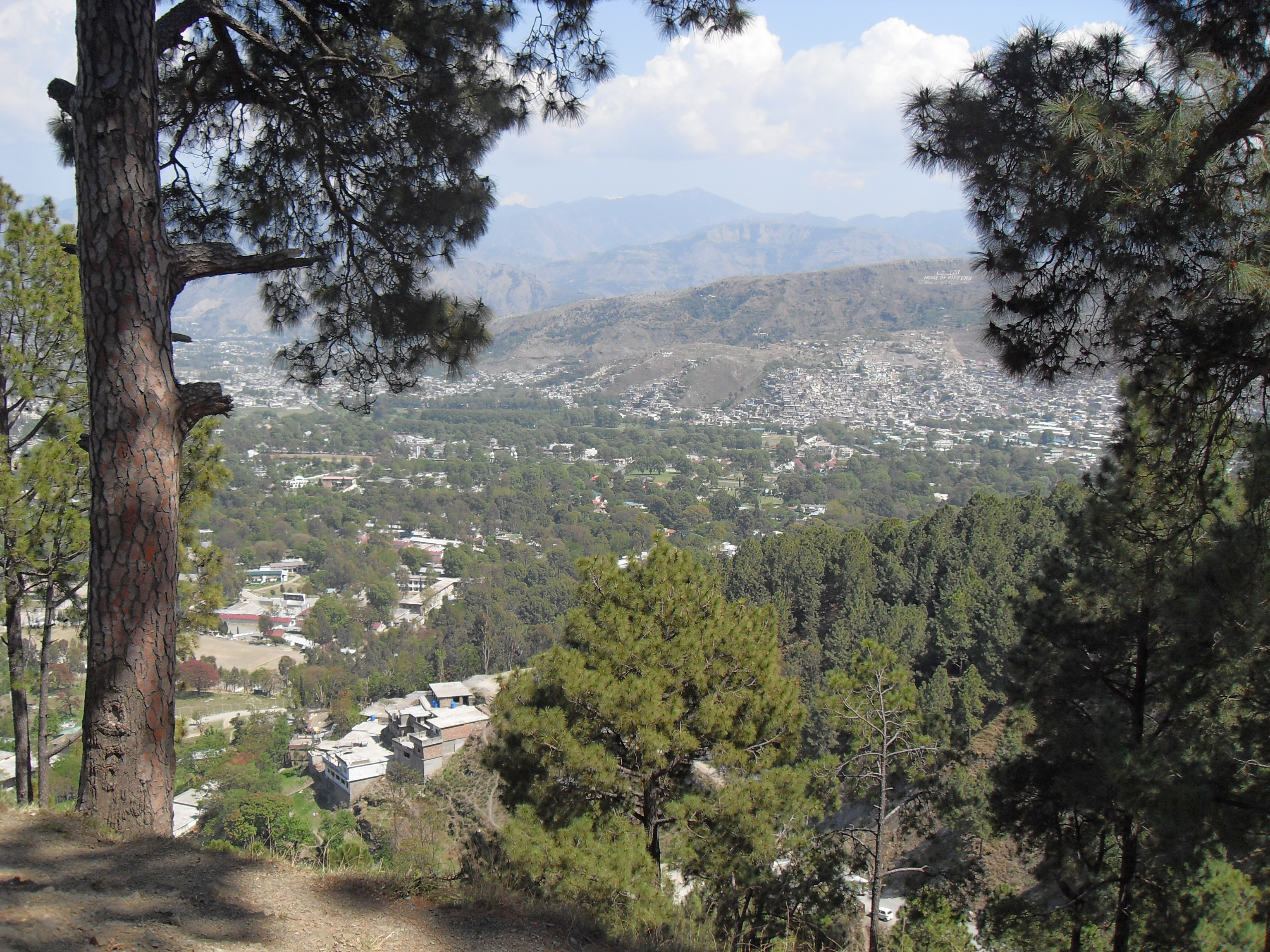
Vue d'Abbottabad.

Oussama ben Laden est tué par une opération américaine le 2 mai 2011 à Abbottabad, ville située à 50 kilomètres au nord d'Islamabad. Elle provoque une crise politique au Pakistan car elle démontrerait une faille des forces armées et peut être, selon certains, une complicité. En effet, Abbottabad, où est située la plus importante académie militaire du pays, est une ville clé pour l'armée pakistanaise. Cet élément a relancé les suspicions de complicité des autorités pakistanaises envers le chef d'Al-Qaïda. De plus, le président Asif Ali Zardari avait donné son feu vert aux États-Unis mais les autorités n'auraient pas été mises au courant du lancement de l'opération et l'armée ne l'aurait pas détectée. Ce double échec est vécu comme une humiliation pour l'armée pakistanaise et les services de renseignement.
Une fois de plus, cet événement pose la question de la véritable emprise du gouvernement pakistanais sur la puissante armée et les services de renseignement. Le contrôle de ces derniers échapperait largement au gouvernement, pourtant démocratiquement élu. C'est dans ce contexte que se déroule l'affaire du mémo, qui semblerait être une tentative pour le pouvoir civil de reprendre en main ces questions. Le pouvoir de l'armée est historiquement fort au Pakistan, le pays a connu trois coups d'État militaires depuis 1958, le dernier en 1999.

## Chronologie

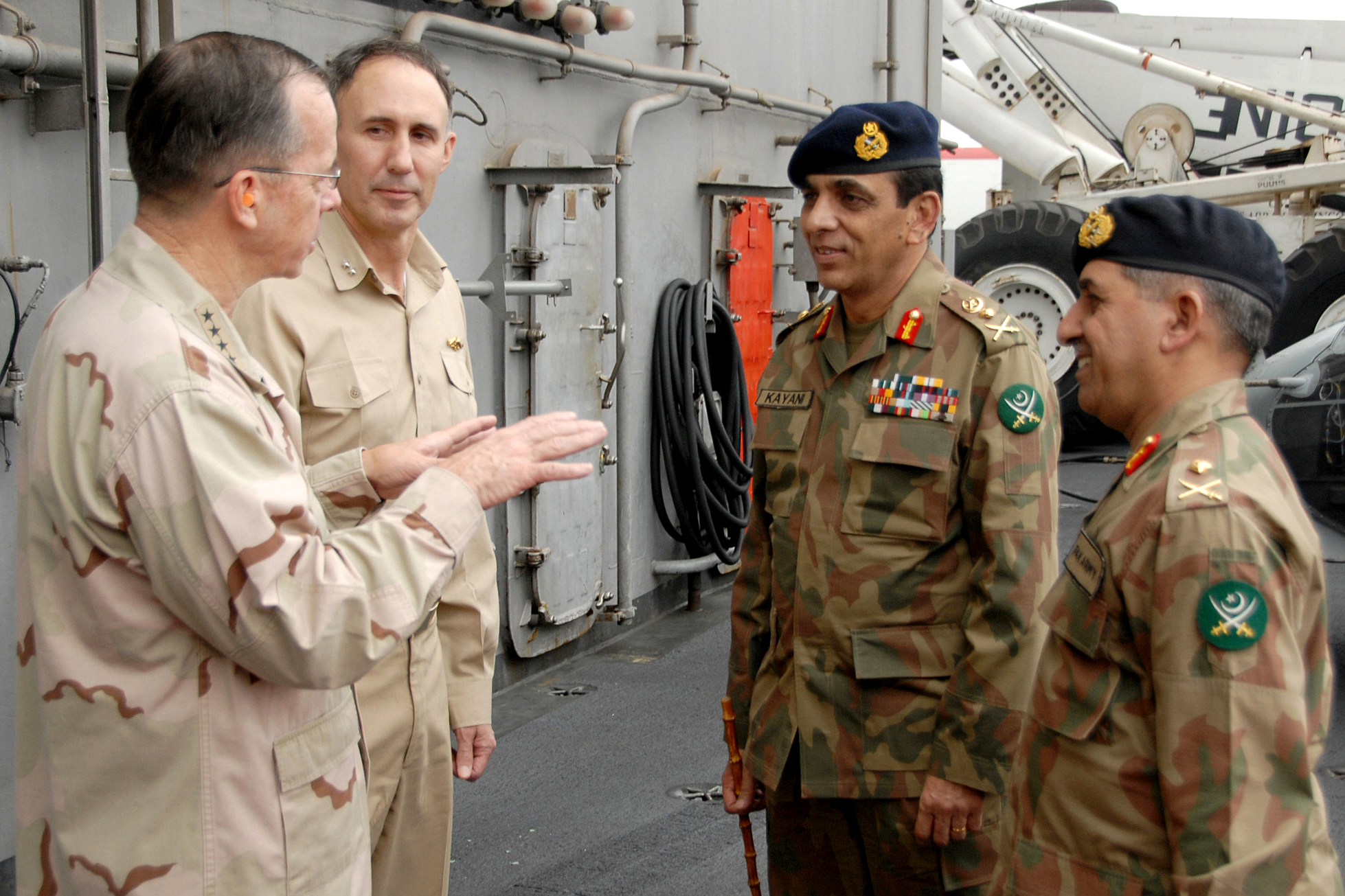
Le général Ashfaq Kayani, chef de l'armée pakistanaise, accompagné d'Ahmed Shuja Pasha, directeur général de l'ISI rencontre Mike Mullen, le chef de l'armée américaine.

### Rédaction du mémo et « révélation»
Mansoor Ijaz, un homme d'affaires américain d'origine pakistanaise, révèle l'affaire dans un article du Financial Times le 10 octobre 2011. Selon lui, il aurait reçu un message de l'ambassadeur du Pakistan aux États-Unis Husain Haqqani, un proche du président pakistanais Asif Ali Zardari et nommé à ce poste en avril 2008, lui demandant de transmettre un message oral à Mike Mullen, le chef de l'armée américaine. En réponse, ce dernier aurait demandé une note écrite, d'où la rédaction du mémorandum.

### Contenu
Le mémo demande à l'administration Obama d'adresser un « message fort, urgent et direct aux généraux Ashfaq Kayani et Ahmed Shuja Pasha » afin « de mettre un terme à la stratégie visant à affaiblir l'appareil civil ». Le memo explique également les mesures qui seraient prises en échange du soutien américain. Son contenu est publié le 17 novembre par le Foreign Policy, :
- mise en place d'une enquête indépendante sur la mort d'Oussama ben Laden de même que sur les raisons de sa présence au Pakistan et la recherche d'éventuelle complicité,
- établissement d'une « nouvelle équipe de sécurité » qui implique une nouvelle politique envers certains groupes agissant depuis le sol pakistanais de même que des actions envers les chefs terroristes qui seraient présents sur le sol pakistanais,
- fin des contacts entre l'Inter-Services Intelligence (ISI, les services de renseignement liés à l'armée) et le réseau Haqqani, proche des talibans afghans,
- le gouvernement et la « nouvelle équipe de sécurité » vont coopérer avec l'Inde pour arrêter les responsables des attaques de novembre 2008 à Bombay.

Toutes ces mesures correspondent à un changement fondamental de la politique pakistanaise, demandées de longue date par les Américains.

### Enquête
Le dirigeant du principal parti d'opposition, Nawaz Sharif, pétitionne la Cour suprême pour qu'une enquête indépendante soit menée. Ashfaq Kayani, le chef de l'armée, soumet également une demande à la Cour suprême, estimant que Husain Haqqani est l'auteur du mémo.

## Conséquences

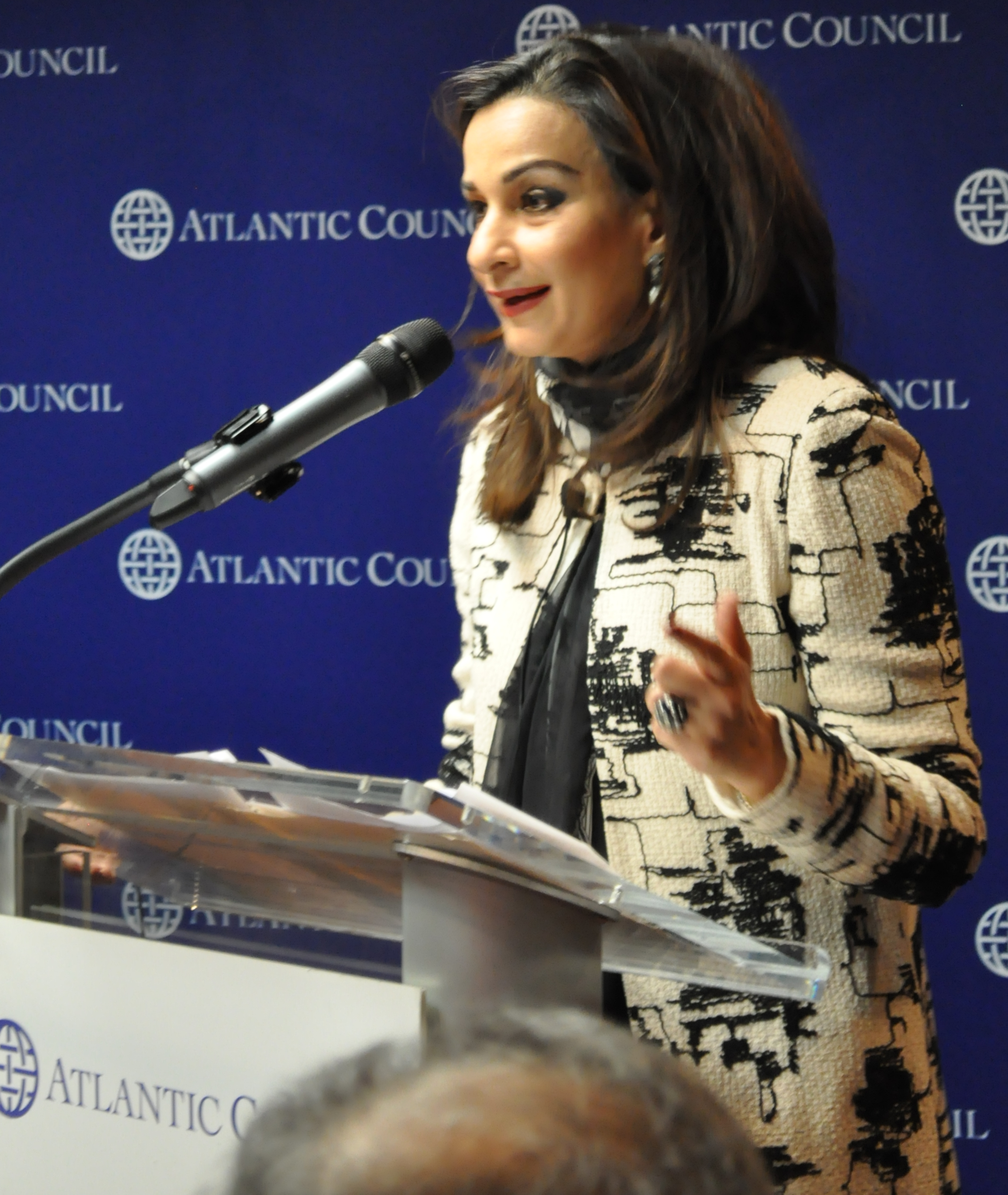
Sherry Rehman remplace Husain Haqqani au poste d'ambassadeur.

La crise politique s'étend avec la révélation précise du contenu du mémorandum, dont le projet est qualifié par certains de « complot » ou de « trahison » envers le Pakistan. Cependant, Husain Haqqani et le gouvernement pakistanais démentent toute implication. L'ambassadeur Haqqani est rappelé au Pakistan puis le 22 novembre, une réunion a lieu entre le président Asif Ali Zardari, le Premier ministre Youssouf Raza Gilani, le chef de l'armée Ashfaq Kayani, le directeur-général de l'ISI Ahmed Shuja Pasha et l'ambassadeur Husain Haqqani, à la suite de quoi ce dernier démissionne. Le 23 novembre, Sherry Rehman, membre du Parti du peuple pakistanais, est nommée ambassadrice. Elle est une proche du gouvernement mais toutefois sa nomination est perçue comme un compromis alors que Sherry Rehman n'est pas soupçonnée d'une quelconque hostilité envers le pouvoir militaire.
Début décembre, en pleine crise, le président Asif Ali Zardari quitte le Pakistan pour être hospitalisé à Dubaï. Il aurait souffert d'une légère crise cardiaque. Les craintes d'un coup d’État militaire s’amplifient alors encore. À plusieurs reprises, le Premier ministre Youssouf Raza Gilani doit démentir des rumeurs de coup d’État. Finalement, Zardari rentre au Pakistan le 20 décembre.
Le 22 décembre, le Premier ministre Youssouf Raza Gilani prononce un discours qualifié par certains d'exceptionnel et d'inhabituellement virulent envers l'armée. Gilani exprime des craintes de « complot », craignant un coup d'État militaire contre le gouvernement civil. Il critique l'armée en se posant la question de la présence d'Oussama ben Laden à Abbottabad, et critique son pouvoir en disant « un État dans l'État ne doit pas être accepté ». Il dit aussi « nous devons nous débarrasser de cet esclavagisme », de même que « si nous restons subordonné à ce système, alors il n'y a pas besoin de Parlement ». Le gouvernement cherche alors le soutien du Parlement face au pouvoir des militaires et parvient à faire voter unanimement une résolution « pro-démocratie ». En réponse, le chef de l'armée Ashfaq Kayani nie tout coup d'État et affirme que l'armée soutient le processus démocratique.
En janvier 2012 la crise continue de s'aggraver et les chefs de l'opposition, notamment Nawaz Sharif et Imran Khan, demandent des élections anticipées. En juillet 2012, le président Asif Ali Zardari rejette toute élection anticipée, rappelant que les élections se dérouleront à la date prévue, ce qui sera le cas en mai 2013.